# Julien de Schaller
Julien de Schaller (* 15. Oktober 1807 in Freiburg; † 20. Juni 1871 ebenda; heimatberechtigt ebenda) war ein Schweizer Politiker der Radikalen aus dem Kanton Freiburg.

## Leben
Julien de Schaller wurde als Sohn von Charles de Schaller geboren. Er heiratete Marie-Jeanne-Ursule Banderet, die Tochter von Jean-Nicolas Banderet. Nach dem Besuch der Klosterschule Rheinau und des Kollegiums St. Michael in Freiburg studierte Schaller Rechtswissenschaften an den Universitäten Freiburg im Breisgau und Heidelberg. Er interessierte sich vermehrt für Forstwissenschaften, die er in München, Interlaken, Villingen (Schwarzwald) und Aarau studierte, wo er bei der Familie Zschokke wohnte. 1830 machte er in Freiburg das Forstingenieurdiplom. Danach wirkte er als Oberforstinspektor des Kantons Freiburg und verfasste 1850 die freiburgische Forstordnung.
Von 1843 bis 1847 war er Mitglied des Gemeinderats (Exekutive) der Stadt Freiburg. Ab 1846 gehörte er als Mitglied der Radikalen dem Freiburger Grossen Rat an. Als vehementer Gegner des Sonderbunds unterstützte Schaller die Aufständischen, die am 6. und 7. Januar 1848 von Greyerz, dem See- und dem Broyebezirk in die Hauptstadt marschierten. Er wurde festgenommen, konnte aber fliehen und kehrte mit den eidgenössischen Truppen in den Kanton zurück. 1847 gehörte er der provisorischen Regierung und von 1848 bis 1857 dem Freiburger Staatsrat an. In diesem war er bis 1856 für das Erziehungswesen und danach für die Finanzen zuständig. Als Vorsteher des Erziehungsdepartements reorganisierte er die Primarschule, gründete Sekundarschulen und wandelte das Kollegium in eine Kantonsschule um. Von 1848 bis 1866 war er erneut Grossrat.
Auch auf Bundesebene war Schaller politisch aktiv. Er war vom 5. April 1850 bis zum 30. November 1851 zum ersten Mal Ständerat. In diesem Amt trat er die Nachfolge von André Castella an. 1851 nahm er an den Parlamentswahlen teil und kandidierte erfolgreich für einen Sitz im Nationalrat. Er sass dort vom 1. Dezember 1851 bis zum 1. August 1852. Einige Jahre später, vom 4. Dezember 1854 bis zum 1. Juli 1858, gehörte er ein zweites Mal dem Ständerat an. Von 1848 bis Juni 1857 diente Schaller als Sprachrohr der radikalen Freiburger Regierung. Sein Einfluss schwand nach 1851 vor der Gruppe der gemässigteren Radikalen, an deren Spitze Léon Pittet stand. Mit seinem Parteifreund Frédéric Bielmann setzte er sich entschlossen für die Interessen der Freiburger Eisenbahn ein und erzielte 1856 einen Erfolg, als die eidgenössischen Räte der Streckenführung Bern–Freiburg–Lausanne zustimmten. Nach der Wahlniederlage der Radikalen 1856 wurde er Direktor der Eisenbahngesellschaft Bern–Freiburg–Lausanne und danach der Bernischen Staatsbahn.
1848 gründete Schaller die Zeitung Le Confédéré de Fribourg, die den unversöhnlichsten und antiklerikalsten Flügel seiner Partei repräsentierte.